# Fábio Aurélio
Fábio Aurélio Rodrigues (sinh ngày 24 tháng 9 năm 1979) là một cựu cầu thủ bóng đá người Brasil hiện đã giải nghệ. Anh có thể chơi hậu vệ trái hoặc tiền vệ trái và được đánh giá cao bởi khả năng chuyền, tạt bóng và khả năng đá phạt.Vào ngày 13 tháng 8 năm 2006, Aurelio trở thành cầu thủ Brasil đầu tiên chơi cho Liverpool, khi vào sân ở phút 56 trong trận thắng 2-1 trước Chelsea ở cúp trận Siêu cúp Anh.

## Sự nghiệp câu lạc bộ

### São Paulo
Aurelio có trận đấu đầu tiên cho São Paulo vào năm 1997, và đã thi đấu cho đội tuyển Brasil ở các cấp độ U-17 và U-20.Anh cũng chơi ở Olympic Sydney 2000.

### Valencia
Anh gia nhập Valencia sau Olympic với bản hợp đồng 6 năm. Mùa giải 2001-02 chứng kiến danh hiệu đầu tiên cho sự nghiệp của anh, khi anh giúp Valencia vô địch La Liga lần đầu tiên sau 31 năm.Năm sau đó, anh chứng tỏ được mình là một trong những hậu vệ trái xuất sắc nhất giải với 8 bàn thắng; 10 bàn ở mọi mặt trận. Mùa giải 2003-04 lại là một mùa giải thành công với Valencia, vô địch cả La Liga và UEFA Cup bằng việc đánh bại Olympique Marseille ở trận chung kết.Aurelio vắng mặt gần như cả mùa giải do bị gãy chân, tuy nhiên, anh vẫn thi đấu 2 trận.
Aurelio có hộ chiếu Ý, điều này cho phép anh thi đấu ở Anh mà không cần giấy phép lao động.

### Liverpool
Vào ngày 3 tháng 6 năm 2006, tờ Liverpool Echo đưa một cuộc phỏng vấn với Aurelio, anh giải thích:
"Tôi tới một đội bóng mới mà huấn luyện viên đội đó quen tôi, để chiếm được vị trí số 1 tôi cần chứng tỏ bản thân.Khoảnh khắc quan trọng nhất trong sự nghiệp của tôi là chức vô địch (cùng Valencia) cùng Benitez.Ông ấy tin tưởng tôi và sẽ tiếp tục tin tưởng và đó là điều tôi cần chứng tỏ nhiều hơn.
Vào ngày 5 tháng 7, vụ chuyển nhượng được được xác nhận bởi Liverpool
Aurelio đóng vai trò quan trọng trong đội hình Liverpool mùa giải đó, đặc biệt là 2 đường chuyền tạo cơ hội cho Peter Crouch và Daniel Agger trong chiến thắng 4-1 trước Arsenal vào ngày 31 tháng 3 năm 2007.Tuy nhiên, Aurelio ngay lập tức phải chịu thiệt thòi khi anh dính chấn thương gót chân vào ngày 3 tháng 4 ở lượt đi cúp C1 tiếp PSV Eindhoven.Aurelio bỏ lỡ phần còn lại của mùa giải 2006-07 và trở lại đội hình ở mùa giải tiếp đó vào ngày 18 tháng 9, vào sân từ ghế dự bị trong trận hoà 1-1 trước FC Porto ở cúp C1.
Aurelio ghi bàn đầu tiên cho Liverpool vào ngày 2 tháng 3 năm 2008 trong một trận đấu ở Premier League tiếp Bolton Wanderers ở sân vận động Reebok.Kết quả chung cuộc là 3-1, Aurelio ghi bàn thứ 3 từ 1 cú volley sau quả phạt góc của Xabi Alonso.Anh sau đó ghi bàn trong trận tiếp Portsmouth vào ngày 7 tháng 2 năm 2009 từ một cú đá phạt, gỡ hoà cho Liverpool.Trận đó Liverpool thắng 3-2.
Aurelio chứng tỏ được tài năng với việc là sự lựa chọn số 1 bên hành lang trái của Liverpool nhưng một lần nữa anh lại dính chấn thương trong trận hoà 1-1 trước Chelsea ở bán kết lượt đi cúp C1.Aurelio bị dính chấn thương cơ sau pha va chạm với Joe Cole và kết quả là anh phải nghỉ đến hết mùa giải
.
Ở mùa giải 2008-09, Aurelio phải cạnh tranh cho vị trí chính thức cùng Andrea Dossena.Vào ngày 14 tháng 3 năm 2009, Aurelio ghi bàn thứ 3 cho Liverpool từ một cú đá phạt trong trận thắng 4-1 trước Manchester United, ở Old Trafford.Vào ngày 14 tháng 4, anh ghi bàn mở tỉ số trong trận tứ kết lượt về cúp C1 trước Chelsea từ một cú đá phạt tầm thấp. Trận này kết thúc với tỉ số 4-4, và Chelsea được đi tiếp nhờ tổng tỉ số.
Vào thứ 5 ngày 9 tháng 7 năm 2009 Aurelio dính một chấn thương đầu gối trong lúc chơi bóng cùng các con anh.Có tin đồn cho rằng anh phải nghỉ thi đấu 6 tháng nhưng bây giờ huấn luyện viên Rafael Benítez đã phủ nhận thông tin trên và cho biết anh chỉ phải nghỉ từ 1-2 tháng.

## Danh hiệu
São Paulo
- Vô địch
  - Vô địch giải bang São Paulo:1998,2000
- Về nhì
  - Giải quốc gia Brasil: 2000
  - Supercopa Sudamericana: 1997

 Valencia
- Vô địch
  - La Liga: 2001-2002, 2003-2004
  - UEFA Cup: 2004
  - Siêu cúp châu Âu: 2004

 Liverpool
- Vô địch
  - Community Shield: 2006
- Về nhì
  - Champions League: 2007